# Elymus barbicallus
Elymus barbicallus là một loài thực vật có hoa trong họ Hòa thảo. Loài này được (Ohwi) S.L.Chen mô tả khoa học đầu tiên năm 1988.